# Aglets
Aglets，是基于Java的移动主体平台和程序库，用来开发基于移动主体应用软件。Aglets是一个Java主体，可以携带一段代码，自主地或自发地从一个主机移动到另一个主机。
Aglet可以设计为在远端执行的程序，并且在不同的主机上表现出不同的行为特性。基于Java的安全实现负责授权Aglet访问远端主机上的本地资源。